# Gonichthys venetus
Gonichthys venetus és una espècie de peix de la família dels mictòfids i de l'ordre dels mictofiformes. És un peix marí i d'aigües profundes, endèmic de Xile.